# BBCアメリカ
BBCアメリカ（BBC America）はイギリスのBBCワールドワイド社とAMC Networksの合弁で運営されている、英国放送協会（BBC）を始め、イギリスのテレビ番組を放送するアメリカ合衆国のテレビチャンネル。

## 主な番組

1998年から2021年までの旧ロゴ

### オリジナル番組
- BBCワールドニュース・アメリカ

### BBC製作
- ドクター・フー
- 秘密情報部トーチウッド
- トップ・ギア
- ニュースナイト
- カップリング
- キャサリン・テート・ショー

その他、BBC以外にもITV（プライミーバルなど）、チャンネル4製作の番組も放送されることがある。